# Arcuphantes chikunii
Arcuphantes chikunii là một loài nhện trong họ Linyphiidae.
Loài này thuộc chi Arcuphantes. Arcuphantes chikunii được Ryoji Oi miêu tả năm 1979.